# Ljoedmila Petrova
Ljoedmila Nikolajevna Petrova (Russisch: Людмила Николаевна Петрова) (7 oktober 1968) is een Russische langeafstandsloopster, die zich in de marathon gespecialiseerd heeft.

## Loopbaan
In 1998 liep Petrova een Russisch record op de 15 km in 48.31. Dit record houdt nog steeds stand (peildatum oktober 2017). In hetzelfde jaar behaalde ze een vierde plaats op de New York City Marathon. In 2000 won ze deze wedstrijd.
Op de wereldkampioenschappen van 2001 in Edmonton behaalde Ljoedmila Petrova een zesde plaats op de 10.000 m. Het jaar erop werd ze derde op de marathon van Londen. In 2003 werd ze vijfde in Londen en vierde in New York City. In 2004 werd ze tweede op de marathon van Londen in een tijd van 2:26.02. Op de marathon op de Olympische Spelen van Athene in 2004 werd ze achtste. In 2005 behaalde ze in Londen weer een vijfde plaats en een zesde in New York City. Op de marathon van Londen van 2006 evenaarde zij met een tweede plaats haar beste resultaat uit 2004 in de Russische recordtijd van 2:21.29. Galina Bogomolova brak datzelfde jaar het record opnieuw op de Chicago Marathon, waarin Petrova achtste werd.

## Titels
- Russisch kampioene 10.000 m - 1996
- Russisch kampioene marathon - 1998
- Russisch indoorkampioene 3000 m - 1996

## Persoonlijke records
| Onderdeel      | Prestatie       | Datum           | Plaats        |
| -------------- | --------------- | --------------- | ------------- |
| 10.000 m       | 31.36,76        | 2 mei 2003      | Palo Alto     |
| 12 km          | 40.24           | 16 mei 1999     | San Francisco |
| 15 km          | 48.31 (NR)      | 8 augustus 1998 | Moskou        |
| halve marathon | 1:09.26         | 22 oktober 2000 | Lissabon      |
| 25 km          | 1:23.26         | 22 oktober 2006 | Chicago       |
| 30 km          | 1:41.00         | 22 oktober 2006 | Chicago       |
| marathon       | 2:21.29 (ex-NR) | 23 april 2006   | Londen        |

## Palmares

### 10.000 m
- 1996: 14e OS - 32.25,89
- 2001: 6e WK - 32.04,94

### halve marathon
- 1996: DNF WK in Palma de Mallorca
- 1997: 7e WK in Košice - 1:10.02
- 1999:  halve marathon van Merano - 1:16.36
- 1999: 18e WK in Palermo - 1:11.53
- 2002: 13e WK in Brussel - 1:09.55

### marathon
- 1994: 8e marathon van Turijn - 2:46.53
- 1996: 8e marathon van Turijn - 2:43.12
- 1996: 12e marathon van Rome - 2:53.09
- 1997:  marathon van Enschede - 2:42.05
- 1998: 9e EK in Boedapest - 2:30.26
- 1998: 4e New York City Marathon - 2:31.09
- 1999: 7e Boston Marathon - 2:29.13
- 2000:  New York City Marathon - 2:25.45
- 2001: 6e New York City Marathon - 2:26.18
- 2002:  marathon van Londen - 2:22.33
- 2002: 8e New York City Marathon - 2:29.00[1]
- 2003: 4e New York City Marathon - 2:25.00
- 2003: 5e marathon van Londen - 2:23.14
- 2004:  marathon van Londen - 2:26.02
- 2004: 4e New York City Marathon - 2:25.00
- 2004: 8e OS - 2:31.56
- 2005: 5e marathon van Londen - 2:26.29
- 2005: 6e New York City Marathon - 2:27.21
- 2006:  marathon van Londen - 2:21.29
- 2006: 8e Chicago Marathon - 2:27.08
- 2008: 5e marathon van Londen - 2:26.45
- 2008:  New York City Marathon - 2:25.43
- 2009: 10e marathon van Londen - 2:27.43
- 2009:  New York City Marathon - 2:29.00
- 2010: 6e New York City Marathon - 2:29.41 (na DQ Inga Abitova)

### veldlopen
- 2001: 19e EK (lange afstand) - 16.13